# Джермейн Дженас
Джермейн Дженас (англ. Jermaine Jenas, нар. 18 лютого 1983, Ноттінгем) — англійський футболіст, півзахисник клубу «Квінз Парк Рейнджерс».
Більшу частину кар'єри провів у складі клубів «Ньюкасл Юнайтед» та «Тоттенгем Готспур», вигравши з останнім Кубок англійської ліги. Також виступав за національну збірну Англії, у складі якої був учасником ЧС-2006.

## Клубна кар'єра
Джермейн Дженас народився в Ноттінгемі 1983 року. У юному віці Джермейн записався у футбольну секцію клубу «Ноттінгем Форест». У дитинстві у Дженаса були свої кумири — Роббі Фаулер, Іан Райт та Стен Коллімор.
Вперше Джермейн виступив за «Ноттінгем Форест» у сезоні 2001/02, коли в клубі відбувався фінансова криза та тренер «червоних» Пол Гарт робив ставку на молодих гравців. У цьому сезоні Дженас провів 31 матч і забив 4 м'ячі, що стало хорошим показником для дебютанта.

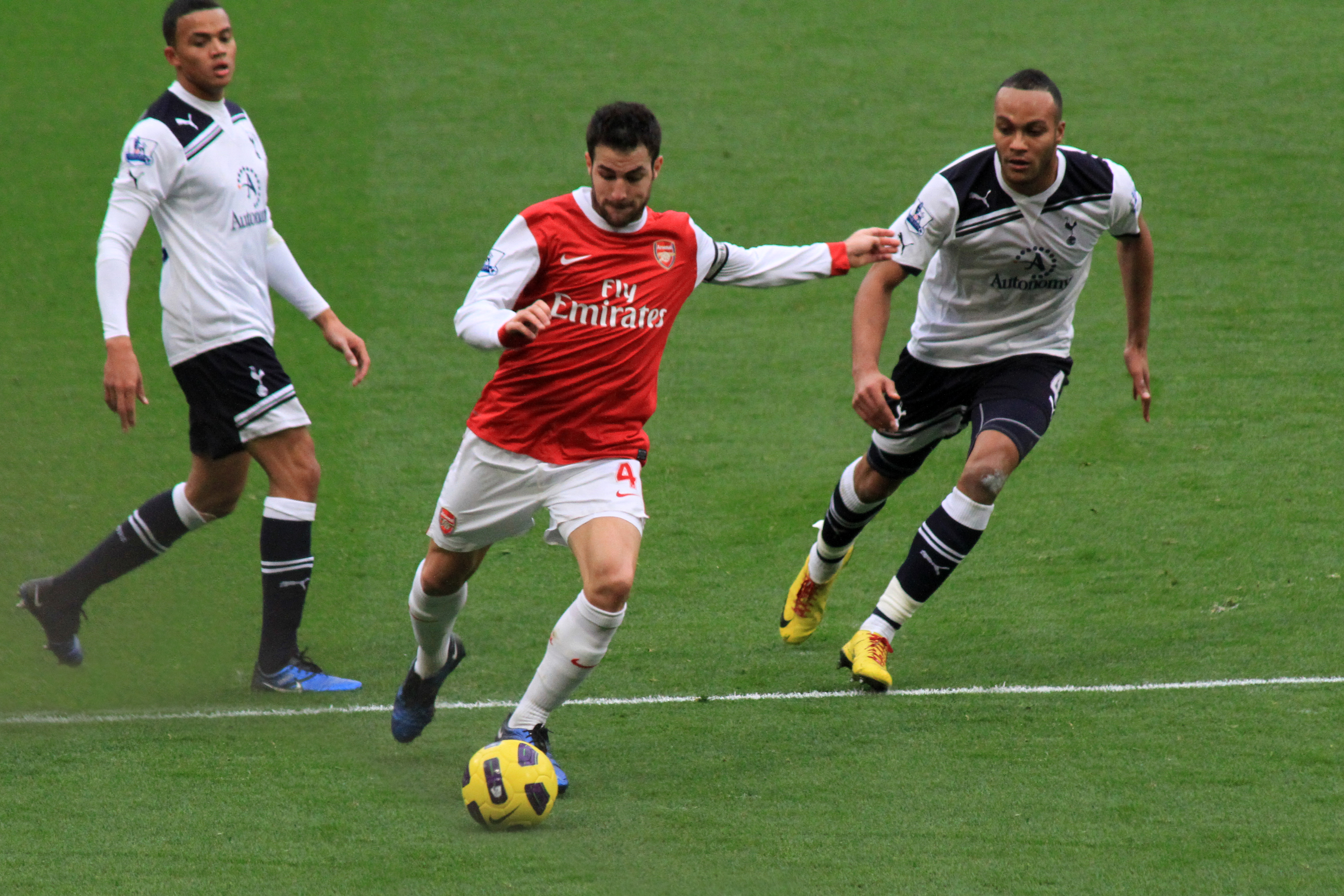
Джермейн Дженас (ліворуч) і Юнес Кабул проти «каконіра» Сеска Фабрегаса. Прем'єр-ліга, 20 листопада 2010 року

Незабаром про нього почали говорити як про найкращого молодого гравця у всій Англії, і ряд клубів виявили бажання придбати його, до їх числа входили такі гранди англійського футболу як «Манчестер Юнайтед» та «Арсенал», але Джермейн в підсумку перебрався в «Ньюкасл Юнайтед».
Перший сезон у складі «Ньюкасла» Дженас провів чудово, зіграв практично всі матчі в сезоні — 41 матч, забив 7 м'ячів та отримав нагороду найкращого молодого гравця року англійської Прем'єр-ліги. Але потім у Джермейна почався спад і травми. Після зміни тренера він дуже рідко став потрапляти до складу команди та вирішив змінити клуб.
На Джермейна звернув увагу Мартін Йол — головний тренер «Тоттенгем Готспур», і в кінці трансферного вікна літа 2005 року Дженас перейшов в «Тоттенгем». У складі «шпор» Дженас в першому сезоні 2005/06 зіграв 30 матчів, забив 7 голів, а в наступному сезоні — 25 матчів і забив 8 голів, але цього сезону він отримав серйозну травму та вибув на 2 місяці.
У сезоні 2007/08 допоміг команді виграти Кубок англійської ліги, обігравши в фіналі «Челсі» в додатковому часі. Дженас провів на полі усі 120 хвилин.
Проте вже з наступного сезону Джермейн поступово став втрачати місце в основному складі і 31 серпня 2011 відправився в річну оренду в «Астон Віллу», де, щоправда, також не зміг закріпитись, зігравши за сезон через травми лише в 3 матчах Прем'єр-ліги.
Повернувшись в «Тоттенгем», Дженас був заявлений під 21 на майбутній сезон 2012-13 сезону, але вийшов в складі «шпор» лише в одному матчі на заміну в нічийній грі 1:1 проти «Вест-Бромвіч Альбіон» 25 серпня 2012.
28 вересня 2012 Дженас підписав шестимісячну оренду з рідним клубом «Ноттінгем Форест», де виступав до січня, зігравши у шести матчах Чемпіоншіпу.
31 січня 2013 уклав 18-місячний контракт з «Квінз Парк Рейнджерс», де  возз'єднався з колишнім менеджером Гаррі Реднаппом. Наразі встиг відіграти за лондонську команду 16 матчів в національному чемпіонаті.

## Виступи за збірну
Виступав за збірна Англії різних вікових категорій. 2002 року у складі збірної Англії до 21 року був учасником молодіжного чемпіонату Європи в Швейцарії.
12 лютого 2003 року дебютував в офіційних матчах у складі національної збірної Англії в товариській грі проти збірної Австралії. Наразі провів у формі головної команди країни 21 матч, забивши 1 гол.
У складі збірної був учасником чемпіонату світу 2006 року у Німеччині, яка дійшла до чвертьфіналу, але сам Дженас на поле не вийшов жодного разу.
Протягом всього часу виступів за збірну Дженас рідко виходив у стартовому складі, оскільки програвав конкуренцію Стівену Джеррарду та Френку Лемпарду, що грали на тій же позиції, тому в основному Джермейн виходив на заміну. Всього провів за сім років у формі головної команди країни 21 матч, забивши 1 гол.

## Титули і досягнення
- Володар Кубка англійської ліги (1):

«Тоттенгем Готспур»: 2007-08

### Індивідуальні
- Молодий гравець року в Англії за версією ПФА: 2002/03